# Jean-Claude Michéa

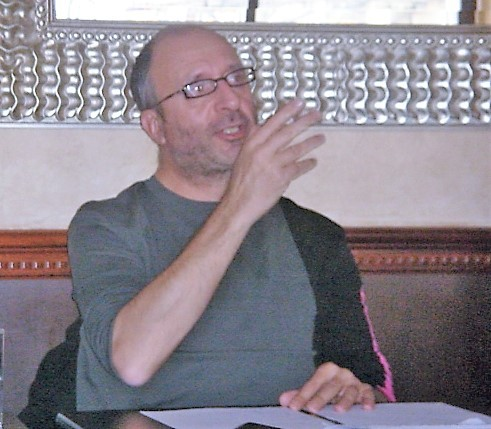
Jean-Claude Michéa (2008)

Jean-Claude Michéa (geboren 1950) ist ein französischer Politischer Philosoph.

## Leben
Jean-Claude Michéa ist der Sohn eines Radsportjournalisten und kommunistischen Résistancekämpfers. Michéa gehörte von 1969 bis 1976 der Parti communiste français (PCF) an. Er studierte Philosophie, erhielt 1972 die Agrégation und wurde Lehrer am Lycée Joffre in Montpellier. 2010 ging er in den Ruhestand. Er lebt auf einem Bauernhof im Département Landes.
Michéa hat eine Vielzahl von Schriften zur politischen Theorie und Praxis veröffentlicht, darunter mehrere Arbeiten zum Werk George Orwells. Er schrieb Vorworte zu französischen Übersetzungen von Schriften des amerikanischen Historikers Christopher Lasch. Seine Schriften wurden in einem Kleinverlag in Castelnau-le-Lez herausgegeben, seit 2014 erfolgt dies beim Verlag Flammarion.

## Schriften (Auswahl)
- Orwell, anarchiste tory. Castelnau-le-Lez : Climats, 1995, ISBN 978-2-84158-000-2
- Les Intellectuels, le peuple et le ballon rond. Castelnau-le-Lez : Climats, 1998, ISBN 978-2-84158-093-4
- L'Enseignement de l'ignorance et ses conditions modernes. Castelnau-le-Lez : Climats, 1999, ISBN 978-2-84158-121-4
- mit Alain Finkielkraut; Pascal Bruckner: Les Valeurs de l'homme contemporain.  Éditions du Tricorne, 2001, ISBN 978-2-8293-0223-7
- Impasse Adam Smith : brèves remarques sur l'impossibilité de dépasser le capitalisme sur sa gauche. Castelnau-le-Lez : Climats, 2002
- Orwell éducateur. Castelnau-le-Lez : Climats, 2003, ISBN 978-2-84158-233-4
- L'Empire du moindre mal : essai sur la civilisation libérale. Castelnau-le-Lez : Climats, 2007, ISBN 978-2-08-122043-0
  - Das Reich des kleineren Übels : über die liberale Gesellschaft. Übersetzung Nicola Denis. Berlin : Matthes & Seitz, 2014
- La Double Pensée : retour sur la question libérale. Castelnau-le-Lez : Climats, 2008, ISBN 978-2-08-121839-0
- Le Complexe d'Orphée : la gauche, les gens ordinaires et la religion du progrès. Castelnau-le-Lez : Climats, 2011, ISBN 2-08-126047-6
- L'Âme de l'homme sous le capitalisme, postface à La Culture de l’égoïsme - Discussion entre C. Lasch et C.Castoriadis. Castelnau-le-Lez : Climats, 2012, ISBN 2-08-128463-4
- Les Mystères de la gauche : de l'idéal des Lumières au triomphe du capitalisme absolu. Castelnau-le-Lez : Climats, 2013, ISBN 2-08-129789-2
- Le plus beau but est une passe. Paris : Flammarion, 2014, ISBN 978-2-08-131314-9
- La Gauche et le Peuple : lettres croisées. Paris : Flammarion, 2014, ISBN 978-2-08-131313-2 ; avec Jacques Julliard
- Notre ennemi, le capital. Paris : Flammarion, 2017, ISBN 978-2-08-139560-2